# Brateiu
Brateiu (in dialetto sassone Pretoa, in ungherese Baráthely, in tedesco Pretai) è un comune della Romania di 3602 abitanti, ubicato nel distretto di Sibiu, nella regione storica della Transilvania. 
Il comune è formato dall'unione di 2 villaggi: Brateiu e Buzd (Bussendorf).
Di particolare rilievo la chiesa fortificata, tempio evangelico costruito fra la fine del XV e l'inizio del XVI secolo e successivamente fortificato. Nel coro sono state ritrovate tracce di affreschi datati 1481.